# Hullabaloo Soundtrack
Hullabaloo Soundtrack è la prima raccolta del gruppo musicale britannico Muse, pubblicata il 1º luglio 2002 dalla Mushroom Records.

## Descrizione
È composto da due dischi: nel primo è presente una raccolta di b-side (inserite nel secondo disco del DVD Hullabaloo: Live at Le Zenith, Paris), mentre nel secondo sono presenti alcuni brani eseguiti dal vivo ai due concerti tenuti dal gruppo il 28 e 29 ottobre 2001 a Le Zénith di Parigi. Tra le b-side vi è presente anche una versione acustica di Shine (b-side di Hyper Music/Feeling Good), mai pubblicata in precedenza.
Hullabaloo Soundtrack è inoltre l'unica pubblicazione del gruppo ad essere uscita anche nel formato Super Audio CD.

## Tracce
Testi e musiche di Matthew Bellamy.

### Edizione internazionale
CD 1
1. Forced In – 4:18
2. Shrinking Universe – 3:06
3. Recess – 3:35
4. Yes Please – 3:05
5. Map of Your Head – 4:23
6. Nature_1 – 3:39
7. Shine Acoustic – 5:12
8. Ashamed – 3:47
9. The Gallery – 3:30
10. Hyper Chondriac Music – 5:28

CD 2
1. Dead Star – 4:11
2. Micro Cuts – 3:30
3. Citizen Erased – 7:21
4. Showbiz – 5:04
5. Megalomania – 4:36
6. Dark Shines – 4:36
7. Screenager – 4:22
8. Space Dementia – 5:32
9. In Your World – 3:10
10. Muscle Museum – 4:29
11. Agitated – 4:11

### Edizione giapponese
CD 1
1. Shrinking Universe – 3:06
2. Recess – 3:35
3. Yes Please – 3:05
4. Map of Your Head – 4:23
5. Nature_1 – 3:39
6. Shine Acoustic – 5:12
7. Jimmy Kane – 3:28
8. Ashamed – 3:47
9. The Gallery – 3:30
10. Hyper Chondriac Music – 5:28

CD 2
1. Dead Star – 4:11
2. Micro Cuts – 3:30
3. Citizen Erased – 7:21
4. Sunburn – 4:28
5. Showbiz – 5:04
6. Megalomania – 4:36
7. Dark Shines – 4:36
8. Screenager – 4:22
9. Space Dementia – 5:32
10. In Your World – 3:10
11. Muscle Museum – 4:29
12. Agitated – 4:11

## Formazione
- Matthew Bellamy – voce, chitarra, pianoforte, tastiera
- Chris Wolstenholme – basso, cori
- Dominic Howard – batteria

## Classifiche
| Classifica (2002) | Posizione massima |
| ----------------- | ----------------- |
| Australia         | 38                |
| Austria           | 27                |
| Belgio (Fiandre)  | 28                |
| Belgio (Vallonia) | 6                 |
| Francia           | 9                 |
| Germania          | 47                |
| Norvegia          | 26                |
| Paesi Bassi       | 23                |
| Svizzera          | 12                |